# 中村慶子
中村慶子（1981年8月12日—），目前為日本NHK電視台東京主播室主播，兼負責節目主持的工作。

## 經歷
江戶川學園取手高等學校、上智大學畢業，2005年進入NHK。
她被分發至NHK德島，並擔任當地的地上數位化推進大使。2008年夏天轉調至NHK大阪。2009年7月24日，因為藤井彩子主播調往東京、近藤泰郎主播調往高知，接替擔任地上波數位化的宣導團隊「TEAM 2011」成員，不過其電視廣告與海報於同年秋天才登場。2010年8月23日，成為藤井まどか主播電視節目笨蛋！喜欢！的繼任。2011年進行重組，3月3日結束節目主持，轉向東京，與渡邊佐和子主播負責NHK教育安全確認播出。

## 人物
- 喜歡的食物有：草莓、蟹膏可樂餅。
- 興趣與專長是泡澡、網球。
- 座右銘是「笑う門には福来たる」（笑口常開福氣自然造訪）。
- 如果不是主播，可能目標成為一個藥劑師。
- 覺得自己的優點是意志堅強。
- 放鬆心情的方式是一邊泡澡一邊閱讀江國香織的著作，或是觀看馬克·夏卡爾的畫作。

## 主持節目

### 目前主持節目
- 科學ZERO（日语：サイエンスZERO）主播（2012年4月〜）
- 漂亮的手工（日语：すてきにハンドメイド）主持人（2012年4月〜）
- BS住宿接線員（日语：歌うコンシェルジュ）主持人（2012年4月〜）

### 過去主持節目
- 簡訊御礼!手機大喜利（日语：着信御礼!ケータイ大喜利）（2006年10月16日，2007年5月13日、12月16日）
- 這就是!我們的城鎮 元氣魂（日语：これこそ!わが町 元気魂）（2008年1月2日）
- 德島新聞610（日语：ニュースとくしま610）（2008年4月 - 7月 隔週）
- 早安日本
  - 2009年4月份的關西櫻連線報告
  - 負責上午5點和7點40分後以及上午8點時段一部分報導（2009年8月10日 - 8月14日／守本奈實的暑假代替主播）
- 今日料理、打扮工房（日语：おしゃれ工房） 大阪製作部分（2008年8月 - 2009年3月）
- 笨蛋！喜欢！（日语：あほやねん!すきやねん!）主持人
- 深度人物（日语：ディープピープル）（2011年度、NHK綜合）
- 假日訪談（日语：ホリデーインタビュー）（2012年2月11日）
- 原產!直線吃到（日语：産地発!たべもの一直線）（2011年度、NHK綜合）
- [:ja:[いのちドラマチック]]司会（2011年度、NHK BS Premium）

## 同期入社主播
- 久保田祐佳（NHK靜岡→東京主播室）
- 中村愛（NHK松江→NHK仙台→退職）
- 與那嶺紗希子（沖繩→退職）

## 外部連結
- 主播介紹・中村慶子（页面存档备份，存于）